# Instituto de Historia
El Instituto de Historia (IH) es un instituto científico español adscrito al Centro de Ciencias Humanas y Sociales del Consejo Superior de Investigaciones Científicas (CSIC) dedicado a promover investigaciones sobre el pasado, estudiar las dinámicas de cambio social y las interacciones sociales a lo largo del tiempo.
Fue remodelado en 2007 y está dirigido por Leoncio López-Ocón Cabrera. Cuenta con unos 60 investigadores de plantilla, una docena de investigadores doctores contratados, y unos veinte becarios predoctorales.

## Estructura
Hasta octubre de 2007, el Instituto de Historia estaba dividido en nueve departamentos: Prehistoria, Historia Antigua y Arqueología, Historia Medieval, Historia Moderna, Historia Contemporánea, Historia de América, Historia de la Ciencia, Historia del Arte e Historia de la Iglesia. 
Desde su remodelación en 2007, es un instituto unidepartamental, que posee 23 grupos de investigación.

## Líneas de investigación
Todos sus grupos de investigación se agrupan en seis líneas de investigación.
- Arqueología y procesos sociales
- Poder y sociedad en España y Europa
- Estudios internacionales
- Estudios americanos y atlánticos
- Ciencia, tecnología y cultura
- Estudios sobre arte y patrimonio

## Publicaciones
El Instituto de Historia se encarga, entre otras tareas, de la publicación de diez revistas:
- Archivo Español de Arqueología. ISSN 0066-6742
- Archivo Español de Arte. ISSN 0004-0428
- Arqueología de la Arquitectura (coeditada con la Universidad del País Vasco). ISSN 1989-5313
- Asclepio. ISSN 0219-4466
- Culture & History Digital Journal
- Gladius. ISSN 0435-029x
- Hispania. Revista Española de Historia. ISSN 0018-2141
- Hispania Sacra. ISSN 0018-215x
- Revista de Indias. ISSN 0034-8341
- Trabajos de Prehistoria. ISSN 0082-5638

Asimismo edita diversas colecciones de libros de investigación histórica y mantiene varias páginas web especializadas.